# Station Kiryat Motzkin
Station Akko (Hebreeuws: תחנת הרכבת קרית מוצקין, Takhanat HaRakevet Kiryat Motzkin) is een treinstation in de Israëlische plaats Kiryat Motzkin.
Het station is gelegen aan de Rehov Yissakhar in het westelijke deel van de stad, op de grens tussen de stad en de gemeente Kiryat Shmuel in Haifa.
Het ligt aan de Noord-Zuid spoorlijn tussen Nahariya en Beersjeva.
In de jaren 30 was het station een stopplaats op het traject Beiroet-Caïro, gebouwd door de Britten.
In 1990 is het station geheel verbouwd.
Op 16 juli 2006 werd een depot in Haifa geraakt door een raket, tijdens het conflict tussen Libanon en Israël.
Hierbij kwamen acht medewerkers om het leven.
| Eindbestemming   | Vorig station | Lijn                  | Volgend station | Eindbestemming |
| ---------------- | ------------- | --------------------- | --------------- | -------------- |
| Beersjeva-Center | Kiryat Haim   | Nahariya «» Beersjeva | Akko            | Nahariya       |